# Alexander Harkavy
Alexander Harkavy, né le 5 mai 1863 et décédé le 2 novembre 1939, est un journaliste, philologue et lexicographe américain d'origine juive russe, ayant publié principalement en yiddish et en hébreu.

## Biographie

### Sa jeunesse
Alexander Harkavy est né le 5 mai 1863 à Novogroudok dans l'Empire russe (actuellement Navahroudak en Biélorussie), dans une famille distinguée dont fait partie le célèbre orientaliste Abraham Harkavy. Son grand-père paternel était le rabbin de Novogroudok, et son père Yoysef-Moyshe est un homme d'affaires qui abandonnera ultérieurement le commerce pour se consacrer à l'horlogerie, dont il deviendra expert. Harkavy reçoit une éducation juive traditionnelle, bien qu'un de ses maîtres soit un adepte de la Haskala (Mouvement des Lumières juif) et apprend à ses élèves le Tanakh (Bible hébraïque) avec les commentaires de Mendelssohn. Il étudie le Talmud au Talmud Torah local.
Sa mère meurt quand il a dix ans, et il est alors élevé par son grand-oncle Gershon Harkavy et par le fils de Gershon, Yankev, qui deviendra plus tard un journaliste juif russe renommé, collaborateur du journal Voskhod (Aurore). Avec ce dernier, le jeune Harkavy acquiert des connaissances en russe, en allemand, en arithmétique et en géométrie, mais n'abandonne pas pour autant l'étude du Talmud. Dès son enfance Harkavy se montre doué pour les langues et à partir d'un manuel scolaire allemand–syrien trouvé chez son oncle, il apprend et maitrise le syrien. À l'âge de 14-15 ans, il commence à composer des poèmes et des articles en hébreu dans le style pompeux de l'époque.

### Ses études et son départ aux États-Unis
En 1878, il s'installe à Vilna (actuellement Vilnius capitale de la Lituanie), où il étudie pendant un certain temps dans la salle d'étude d'une synagogue tout en perfectionnant sa grammaire hébraïque et son russe et en travaillant à la maison d'édition Romm en tant que polisseur de lettres puis comme comptable. Le soir, il s'applique à se perfectionner par lui-même dans les langues. Il commence aussi à écrire des articles, cette fois en russe. Pendant quelque temps, il suit des cours de dessin à Vilna, et pendant quelques mois donne des cours d'hébreu à Białystok, avant de retourner à Vilna et à son premier emploi. Il devient l'ami de l'hébraïste et romancier Ayzik-Meyer Dik, et écrit en yiddish son premier poème Al nehares bovl (Vers les rivières de Babylone) et l'article Kantorske stsenes (Scènes de chants sacrés). Après les pogroms de 1881 à la suite de l'assassinat d'Alexandre II, il rejoint le mouvement Am-olam (Peuple éternel), un groupe visant à établir des colonies agricoles juives aux États-Unis, et avec le second groupe Am-olam, sous la conduite d'Avrom Kaspe, il part en Amérique en mai 1882. Mais les plans du groupe d'établir aux États-Unis une colonie selon des principes communistes tombent à l'eau et le groupe se désintègre. Harkavy travaille alors comme docker au port, puis comme plongeur dans une soupe populaire et comme fermier. Il travaille ultérieurement dans une fabrique de pain azyme pour un salaire de misère, tout en continuant d'étudier les langues.

### Ses voyages à Paris et son installation au Canada
En 1885, il quitte les États-Unis pour Paris où il écrit son premier ouvrage philologique en hébreu, Sefat yehudit (Langue yiddish), dans lequel il décrit l'histoire de la langue yiddish et de sa grammaire, et démontre que le yiddish est une langue comme toutes les autres langues de culture. Le philologue juif Israël Michael Rabinovitch, qui a consulté le manuscrit d'Harkavy, écrit un article dans le magazine Archives israélites de France du 14 janvier 1886 dans lequel il recommande à l'auteur de publier le livre en allemand. Le livre Sefat yehudit ne sera pas publié à l'exception de sa première partie titrée Hayesh mishpat lashon lisefat yehudit? (Quel est le jugement linguistique sur le yiddish?) publiée dans la revue Ner hamaaravi (La bougie de l'ouest) de Rozenberg et à New York sous forme d'un fascicule de 24 pages. Ce fascicule apparait aussi dans sa traduction en yiddish, effectuée par l'auteur lui-même, dans le Minikes yorbukh (Annuaire Minike) en 1906. La quatrième partie du livre est publiée en yiddish dans la revue Tsukunft (Futur) en 1904 sous le titre Obshtamung fun eynige yidishe verter (Racine de certains mots yiddish) 
En 1886, Harkavy retourne aux États-Unis, et publie la même année un pamphlet de 36 pages titré Di idish-daytshe shprakh (Le langage judéo-allemand), comme première partie d'une bibliothèque linguistique savante. Dans ce fascicule, « il inclut les règles du Zhargon, nécessaires à la moitié des Juifs, et démontre que cette langue est aussi bonne que les autres langues ». Dans son avant-propos, l'auteur note: « Ce pamphlet est le premier pas que je fais dans le monde littéraire, et j'en suis extrêmement heureux; ma joie est même plus grande car il concerne ma langue maternelle et est écrit dans cette langue. »

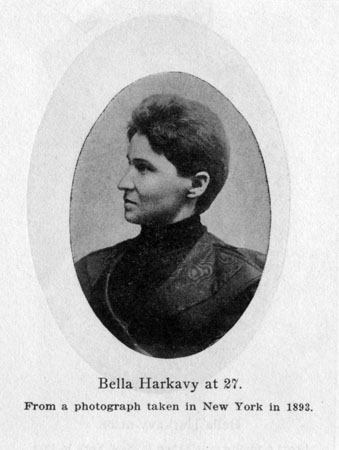
Bella Harkavy en 1892 à 27 ans

En 1887, Harkavy est engagé par l'association Shaar hashamayim (La porte du Ciel) de Montréal comme professeur d'hébreu de l'école juive locale. À Montréal, il se lance dans l'édition d'un journal en yiddish, Di tsayt (Les temps), le premier au Canada, mais un seul numéro sera paraitra.
Le 22 décembre 1889, il épouse à Montréal Bella Segalowsky, juste après que celle-ci ai tenté de se suicider. Sa femme mourra en 1930, laissant Harkavy dévasté. Il écrira un recueil à sa mémoire lors de la pose de sa pierre tombale : Memorial of Bella Harkavy (nee Segalowsky) who died in her 64th year on March 27, 1930 (Mémoire de Bella Harkavy (née Segalowsky) qui est morte dans sa 64e année le 27 mars 1930) .

### Son retour aux États-Unis et ses voyages à Vienne, en Russie et en Palestine
De retour aux États-Unis, il commence la publication le 15 juin 1890, à Baltimore, d'un hebdomadaire, Der yidisher progres (Le progrès juif). Son article d'introduction dans le premier numéro, montre clairement que l'orientation du journal sera progressiste et destinée à répandre les connaissances modernes chez les Juifs. Historiquement, c'est le premier exemple de l'utilisation de l'orthographe phonétique en yiddish. Mais en raison d'une forte opposition conservatrice, l'hebdomadaire cesse sa publication au bout de neuf numéros.
Harkavy s'installe alors à New York, où il sera actif pendant quatre décennies en tant que journaliste, enseignant et principalement comme auteur de douzaines de livres qui vont le rendre célèbre comme lexicographe et philologue. À part de ses activités littéraires, Harkavy de 1904 à 1909 est un représentant du HIAS (Hebrew Immigrant Aid Society – Association d'aide aux immigrants juifs) au bureau de l'immigration à Ellis Island, un conférencier en yiddish pour la Commission scolaire sur l'histoire, la constitution et les institutions éducatives, un conférencier pour le Département de l'éducation de l'Arbeter Ring. En 1919 à New York, il donne des conférences sur la littérature et la grammaire anciennes en yiddish au séminaire des enseignants juifs.
Sur demande de l'Association des originaires de Novogroudok de New York, il se rend dans sa ville de naissance en 1920 pour mettre en œuvre un projet caritatif ainsi que dans un but de recherche. Il écrira en 1921 les impressions données par ce voyage dans une série d'articles pour le Forverts (En avant), ainsi que dans le livre Navaredok, ir historye un ir hayntige lebn (Novogroudok, son histoire et sa vie contemporaine).
En 1924, il séjourne à Vienne, et en 1925 est publié l'œuvre de sa vie, le Yidish-English-Hebreyisher ṿerṭerbukh (Dictionnaire Yiddish – Hébreu – Anglais). Après il se rend en Palestine. En 1926, il devient président du conseil pédagogique du Département de l'éducation de l'Arbeter Ring et est membre de la section philologie de l'YIVO (Institut de recherche juive). En 1928, à l'occasion de la célébration de son soixante-cinquième anniversaire, il est élu membre honoraire de la division américaine de l'YIVO. En 1931, il visite l'Europe et est invité d'honneur de YIVO de Vilna.
Le 6 mai 1933, son soixante-dixième anniversaire est célébré par la branche américaine de YIVO à New York, et toute la presse yiddish parait avec des articles élogieux en son honneur.
Alexander Harkavy meurt à New York le 2 novembre 1939 à l'âge de 76 ans.

## Son œuvre

### Articles en yiddish
Harkavy publie des articles sur des questions du moment, sur des thèmes historiques et sur des sujets de philologie yiddish, dans de très nombreuses revues yiddish de New York, telles que la Izraelitishe prese (Presse israélite); la Yudishe gazeten (Gazette juive) où parait le 11 avril 1897 son essai Poezye un reglen fun prozodye (Poésie et normes de prosodie); le Nyu yorker yudishe ilustrirte tsaytung (Journal illustré juif de New York) d'Abraham Goldfaden où il écrit en 1888, sous le pseudonyme de Hipeus, des articles tels que Mikoyekh unzer shprakh (Concernant notre langue) et Klolim far yidisher oytografye (Règles d'orthographe du yiddish); le Nyu yorker yudishe folks tsaytung (Journal de New York du peuple juif) de Braslavski; le Abend post (Courrier du soir) de Y. Yaffa, où il écrit sous le pseudonyme de Berakhye ben Yoysef; le Teater zhurnal (Journal du théâtre); le numéro 1 de Di natsyon (La nation) de Shomer en 1901 où il publie Yidishe baladen in hebreish un yidish-daytsh (Balades juives en hébreu et judéo-allemand); le Minikes yontef bleter (Pages de fête de Minike); la Fraye gezelshaft (Société libre); la Fraye arbeter shtime (La voix libre du travail); le Yidishes tageblat (Journal yiddish) où il écrit sous le nom de Freydes Kadesh; le Forverts (En avant); le Tsukunft(L'avenir); le Morgn zhurnal (Journal du matin). Il publie aussi dans le Der emes (La vérité) de Vintshevski à Boston des articles comme Goyishe nemen bay yidn (Un gentil parmi les Juifs).

### Articles en hébreu
Ses articles en hébreu sont publiés dans les journaux Hamagid (Le prêcheur), Hamelits (L'avocat), Hayom (Aujourd'hui), Hatsfira (Le temps), Hapisga (Le sommet), Ner hamaarvi (La bougie de l'ouest) et Haolam (Le monde).

### Ses éditions
Harkavy contribue aussi à la publication de plusieurs périodiques anglais-yiddish et anglais.
En plus du Di tsayt et du Der yidisher progres déjà mentionnés, il édite de 1894 à 1900 le Yudish-amerikanisher folks-kalendar (Calendrier du peuple juif-américain), une revue mensuelle sur l'éducation, la littérature et l'art; en 1897 le Der nayer gayst (Le nouvel esprit), écrivant sous le nom de Amerikanus; en 1900 une anthologie, le Der tsvantsigster yorhundert (Le vingtième siècle). Il édite aussi la traduction en yiddish par Avrom Khayim Rozenberg des douze volumes de Johann Gustav Vogt, Veltgeshikhte, fun uralte tsaytn biz hayntign tog (Histoire du monde, des temps anciens jusqu'au temps présent).

### Dictionnaires anglais, hébreu, yiddish
Harkavy publie une longue série de manuels et de dictionnaires d'anglais, hébreu, russe et polonais en yiddish, tels que Der englisher lerer (Le professeur anglais) en 1891; Der englisher alef-beys (L'alphabet anglais) en 1892; Harkavis amerikaner brifn-shteler (Manuel d'écriture de lettres en américain par Harkavy) en 1892, initialement de 96 pages et étoffé ultérieurement jusqu'à 315 pages; Olendorfs metode zikh grindlikh oystsulernen di englishe shprakh on a lerer (Méthode d'Olendorff pour acquérir une connaissance approfondie de la langue anglaise sans l'aide d'un professeur) en 1893; English-yidishes verterbukh (Dictionnaire anglais-yiddish) en 1893, réimprimé plusieurs fois avec la sixième réimpression en 1910; Folshtendiges english-yudishes verterbukh, mit der oyssprakhe fun yeden vort in yidish (Dictionnaire anglais-yiddish complet avec prononciation de chaque mot en yiddish) aussi en 1893; Yidish-englishes verterbukh (Dictionnaire yiddish-anglais) en 1898. Les deux dictionnaires anglais-yiddish et yiddish-anglais ont été publiés ensemble en 1898 par la Hebrew Publishing Company, et ont été republiés vingt-deux fois depuis. La partie anglais-yiddish fait 759 pages et la partie yiddish-anglais 364 pages.
L'œuvre maîtresse d'Harkavy est son Yidish-english-hebreish verterbukh (Dictionnaire yiddish-anglais-hébreu) édité en 1925, de 583 pages en grand format. Il a travaillé aussi sur un dictionnaire yiddish-yiddish, mais ne l'a apparemment pas terminé; Un extrait d'un Yidish folks-verterbukh (Dictionnaire du peuple juif) est publié dans le Yivo-bleter (Pages du YIVO) en 1931 à Vilna.

### Écrits sur l'Amérique
Il publie sous forme de fascicules dans la série Amerikana: Kolumbus, di antdekung fun Amerike (Colomb, la découverte de l'Amérique) en 1892; Vashington, der ershter prezident fun di fareyntigte shtatn (Washington, le premier président des États-Unis) en 1892; Konstitutsyon fun di fareynigte shtatn (Constitution des États-Unis) traduction du texte anglais en yiddish, en 1897; Der sitizen (Le citoyen), les lois de naturalisation aux U.S.A, publié en 1899 et réédité en 1922 après mise à jour.
En plus de son livre sur sa ville natale Novogroudok, il publie en hébreu en 1935, Perakim meḥayai (Chapitre d'une vie), des croquis autobiographiques. N. Mayzil traduira en 1957 la biographie d'Harkavy en yiddish sous le titre Kapitlekh fun mayn lebn (Chapitre de ma vie).

### Ses traductions
Harkavy traduit de l'espagnol en yiddish le livre Don Quixote de Miguel de Cervantes qu'il publie à New York en 1897 sous le titre Geshikhte fun don kikhot, et de l'anglais en yiddish le The Jews of Russia and Poland: A Bird’s-Eye View of Their History and Culture du professeur Israel Friedlander sous le titre Idn in rusland un poyln, an iberblik iber zeyer geshikhte un kultur publié en 1920.
En 1916, il publie chez Hebrew Publishing, une traduction en anglais des 24 livres de l'Ancien Testament en quatre volumes.